# 1,2-Diazetidine
| 1,2-Diazetidine                          |
| ---------------------------------------- |
| 1,2-Diazetidine (allgemeine Formel)      |
| 1,2-Diazetidin (Grundkörper)             |
| 1,2-Diazetidin-3-one (allgemeine Formel) |
| 1,2-Diazetidin-3-on (Grundkörper)        |

1,2-Diazetidine sind gesättigte heterocyclische organisch-chemische Stoffe, die einen Vierring, bestehend aus zwei benachbarten Stickstoffatom und zwei Kohlenstoffatomen, enthalten. Der unsubstituierte Grundkörper, das 1,2-Diazetidin hat die Summenformel C2H6N2 und konnte bisher noch nicht isoliert werden. Allerdings sind etliche Derivate des 1,2-Diazetidins bekannt.

## Herstellung

### Herstellung substituierter 1,2-Diazetidine
Bei der [2+2]-Cycloaddition eines elektronenreichen Alkens (z. B. eines Enolethers oder eines Enamins) mit einer Azo-Verbindung  entsteht das 1,2-Diazetidin-Derivat 1:

### Herstellung substituierter 1,2-Diazetidin-3-one
Die Cycloaddition eines Ketens an eine Azo-Verbindung führt zu dem 1,2-Diazetidin-3-on 2:

## Reaktivität
Ähnlich wie β-Lactame reagiert das 1,2-Diazetidin-3-on 2 mit Nucleophilen unter Ringöffnung, z. B. zu 3: